# 마르시아 (1969년)

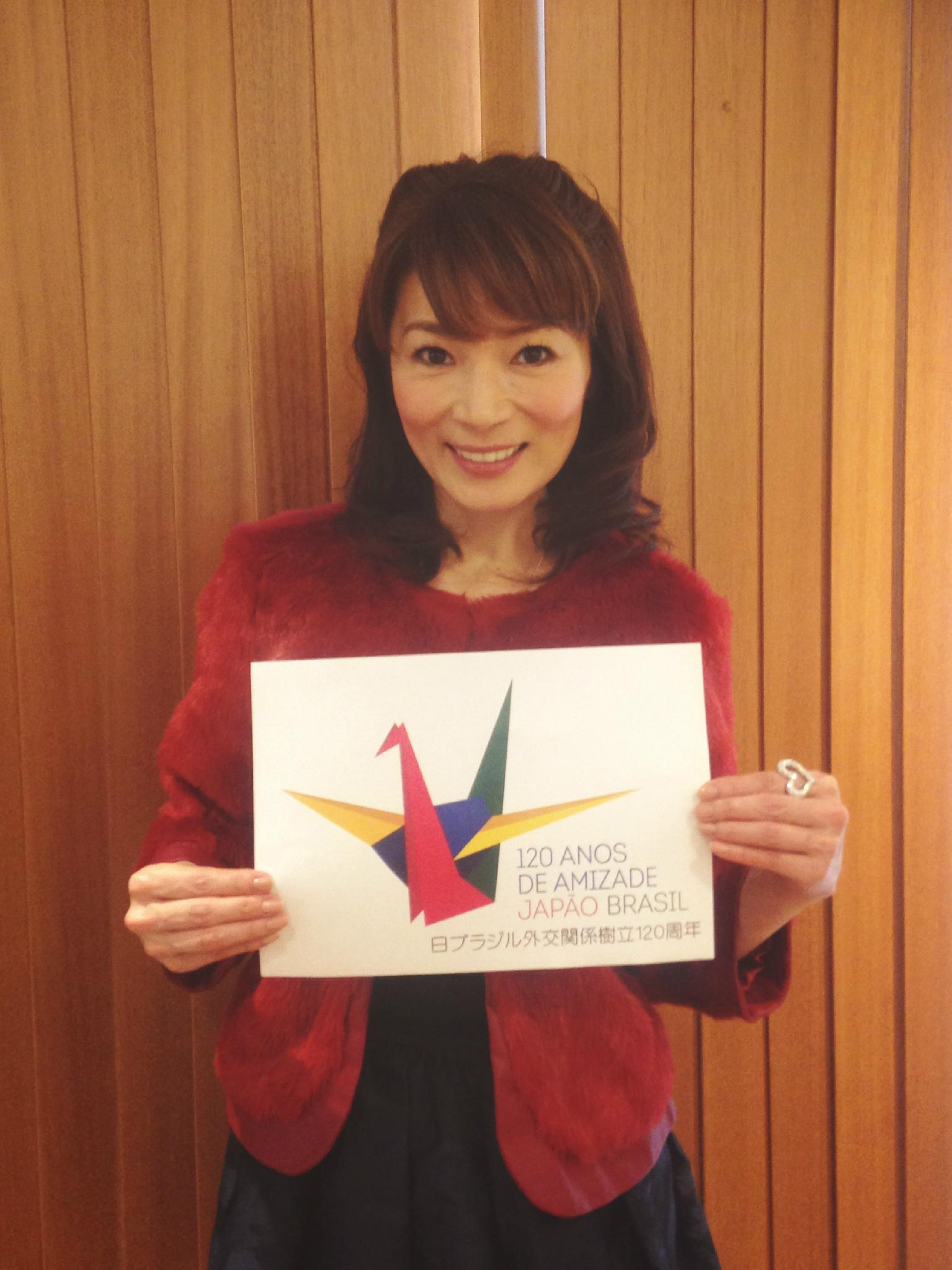

마르시아(일본어: マルシア, 본명: 오쓰루 가즈에 마르시아(大鶴 一枝 マルシア, Marcia Kazue Otsuru), 1969년 2월 14일 ~ )는 일본의 가수, 배우로 브라질 상파울루주 출신의 일본계 브라질인 3세이다.노래할 때의 스타일은 왼손을 위아래로 흔드는 독특한 방법으로 음정을 취하고 있다.

## 활동

#### CD싱글
- 돌아보면 요코하마 (1989/1/21)
- 꼭 껴안아 (1990/2/14)
- 애타게 기다려 애수 (1991/1/21)
- 사랑을 방치에 (1991/8/21)
- 양지 (1993/03/21)
- 작열…사우다지 (1994/6/21)
- 붉은 연꽃 (1994/11/21)
- 행복이 될 수 있다 (1995/9/1)
- 쭉 허락하고 있다 (1996/3/20)
- 마음의 결혼 (1996/9/21)
- Just A Woman (1998/10/21)

#### 뮤지컬
- 레미제라블
- 지킬&하이드
- 타

#### TV프로
- 답변해주세요! ( 준고정)
- 슈퍼 축구(남미 축구의 특집시에 나레이션으로 출연)
- THE밤도 힙파레(종료)
- 론돈하트